# うつのみや花火大会
うつのみや花火大会（うつのみやはなびたいかい）とは、栃木県宇都宮市で行われる地元NPO団体『特定非営利活動法人　うつのみや百年花火』が主催となって開催する花火大会である。

## 概要

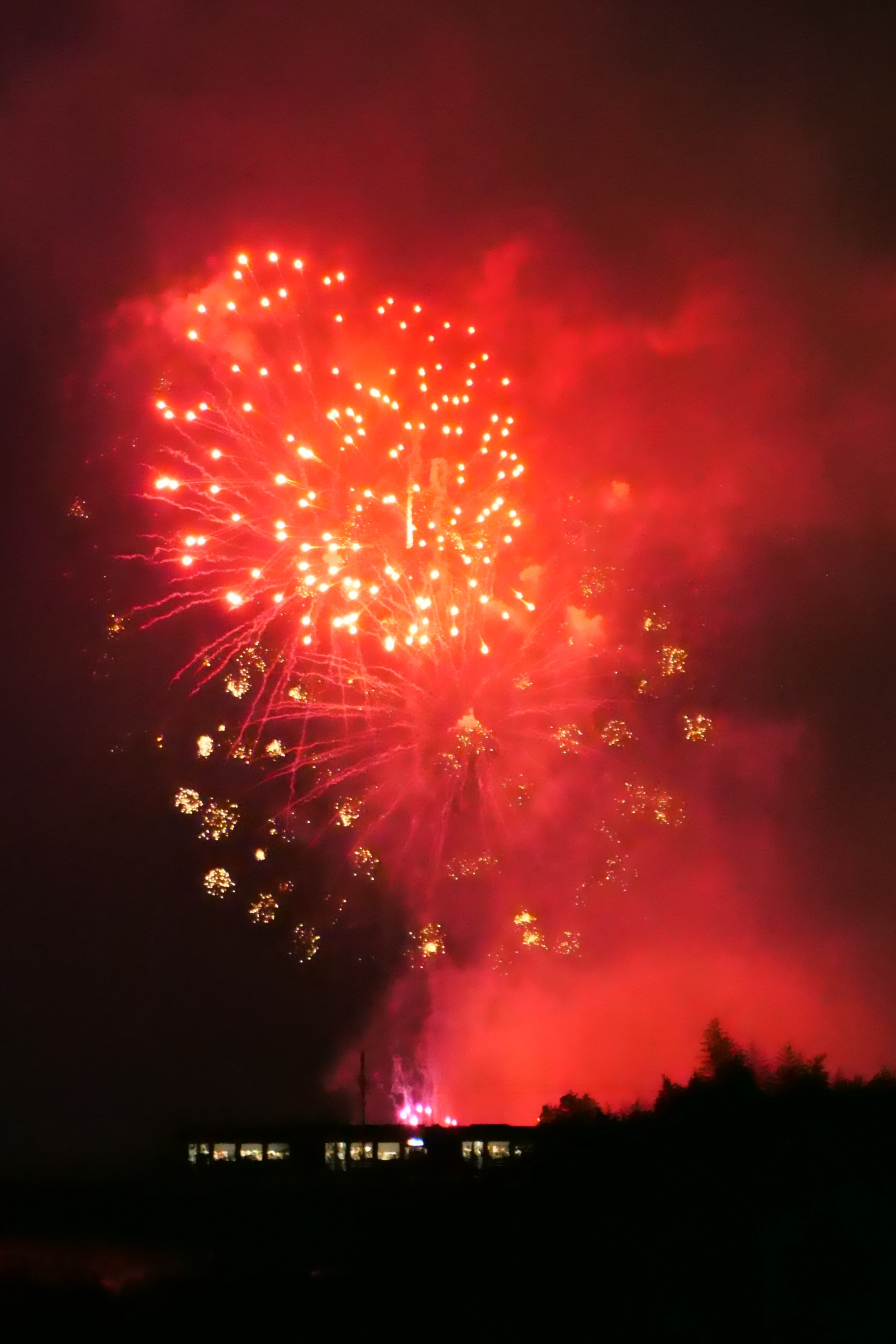
花火とその下の鬼怒川橋梁を走る宇都宮芳賀ライトレール線（2024年）

以前は毎年7月下旬の土曜日に開催されていたが、現在は8月第二週の土曜日（雨天決行・荒天順延）に開催される。
NPO団体が主催し、実行委員会方式とし、会場のスタッフ殆どがボランティアで組織され、全国でも類を見ない花火大会である。

## 歴史
一番古い記述としては昭和42年の 宇都宮の夏まつり の行事の一部として灯籠流しと一緒に行われた。
その後盆踊り大会の一部として行われていたが、消防の許可が降りにくくなり一度中止になった。
数年後の1984年の'84とちぎ博の前夜祭として企画されていた　'84とちぎ博 前夜祭・きぬ川大花火大会が雷雨で延期となり、翌週に 祝'84とちぎ博 きぬ川大花火大会と名目を変え開催された。
それからは毎年栃木新聞社が開催をしていたが、同社の倒産とともに栃木県宇都宮市に本社がある下野新聞社が引き継ぐ形で開催を続けたが、2003年に起きた足利銀行の経営破綻による地元経済の冷え込みから翌年からの開催は中止された。
中止から4年目の2007年に「もう一度宇都宮の夜空に花火を上げたい」と集まった有志が実行委員会を結成し、異例の復活を遂げた。
2012年に「この花火大会が途切れることなく百年先も続くように」と花火大会のとしては全国初の特定非営利活動法人「NPO法人うつのみや百年花火」を立ち上げた。

## 実行委員会
- 会長1名、副会長3名。事務局長1名。会長は毎年変わり、テーマは各年の会長が独断で決める。
- 各チーム単位で活動しており、それぞれのチームにチームリーダー、サブリーダーを置き組織的に運営をしている。

### 運営メンバー
- 実行委員会に所属するメンバーの総称。各チームに分かれ約1年間かけて花火大会に向け各種企画・準備（市内のイベントPR・各チーム会議・全体会議への参加等）する花火大会の中心的な役割を担う。

### ドリームスタッフ
- 運営メンバーとは違い各イベントの手伝い、花火大会直前の設営から当日の運営補助や観客誘導、花火大会開催後の撤去や清掃に参加し企画の実行を支援する短期のボランティアの総称。
- ドリームスタッフとして参加した参加者には、当日のスタッフ目印も兼ねるTシャツ支給ならびにボランティア証明書の発行も行っている。

## みやどん
- 花火大会公式マスコットキャラクターとして2014年に登場。
- 年齢 : 永遠の年長さん
- 誕生日 : 8月7日
- 好きなもの : ギョウザとかんぴょう
- 苦手なもの : 雨と早起き
- 2017年にはとちキャラーズに加入し、栃木県内の各種イベントに参加し花火大会や該当募金のPRで活動している。

## 花火大会の内容
二尺玉
特徴の一つとして2003年まで同花火大会で例年打ち上げが行われていた二尺玉を2004年 - 2006年の開催されなかった三年分としてオープニングに3連発で打ち上げていたが、2017年を最後に廃止となった。
テーマ
2007年の「復活」以降、毎年テーマを決めて各年のテーマに沿った花火を打ち揚げる。
花火の絵展覧会
宇都宮市内の保育園・幼稚園・認定こども園の園児を対象にした「はなびの絵展覧会」を実施し、入賞者の花火の絵を実際に打ち上げ花火で再現する。
フィナーレの演出「雷都うつのみや」
2012年から雷が多い地域性から「雷都」と呼ばれる地元を大迫力の花火の光と音で再現する「雷都うつのみや」のプログラムをフィナーレとして導入している。
ことだま花火
2016年会長の「来てくれた人たちとメンバー全員、つまり宇都宮全体が一緒に笑顔になるような花火を上げよう」という気持ちから、「花火自体に市民の大切な想いを乗せて伝えたら」と考え、メッセージ花火に想い（魂を込めた言葉）を乗せる『ことだま花火』企画を開始した。当初は10周年記念で1回限りだったが好評につき、翌年以降も実施している。
テーマソング
毎年公募され、花火大会のPRなどで使用される。
花男・花女
毎年公募される。

### 煙火店
花火打ち上げを担当する煙火店は2016年までは栃木県足利市の「須永花火」、長野県のアルプス煙火工業が主に担当していたが、2017年からは山梨県のマルゴーが主担当となった。
2016年まで担当煙火店だった「須永花火」は、2017年の倒産に伴い不参加となったが、2018年から須永花火田島煙火工場として再参加。
- 須永花火( - 2016年)
- アルプス煙火工業(- 2017年)
- マルゴー(2017年 - )
- 丸玉屋小勝煙火店(2017年 - )
- 須永花火田島煙火工場(2018年 - )

### テーマ
- 2007年「復活」
打ち上げ総数約15.000発
- 2008年「夢」
打ち上げ総数約15.000発
- 2009年「挑戦」
打ち上げ総数約15.000発
- 2010年「愛」
打ち上げ総数約20.000発
- 2011年「粋」
打ち上げ総数約20.000発
- 2012年「真心」
打ち上げ総数約20.000発
フィナーレ「雷都うつのみや」導入
- 2013年「キセキ」
打ち上げ総数約20.000発
- 2014年「感謝」
打ち上げ総数約20.000発
- 2015年「思ひ出」
打ち上げ総数約20.000発
- 2016年「笑顔」10周年記念大会
打ち上げ総数約20.000発
記念大会によりフィナーレ「雷都うつのみや」が最大規模の打上げ数となった。
- 2017年「幸せ」
打ち上げ総数約20.000発
山梨県の「マルゴー」による初めての演出、打ち上げ場所を大幅に変更。
この年を最後に名物だった二尺玉の打ち上げは廃止となった。
- 2018年「希望」
打ち上げ総数約30.000発
- 2019年「絆」
打ち上げ総数約30.000発
- 2020年「渾身」
新型コロナウイルス感染拡大防止の観点から例年通りの開催を中止し、代替の企画として、８月１日から会員制交流サイト（ＳＮＳ）に手持ち花火を楽しむ動画や写真などを投稿してもらう「おうち花火３万人でチャレンジ！」を実施し、開催されるはずだった9月21日に一部を除き非公表で927発のサプライズ花火の打ち上げを行なった。
- 2021年「想い」
開催に方向で進めていたが、7月26日、新型コロナウイルス感染拡大防止の観点と、地域住民の皆様の安全を完全に担保できないことから例年通りの開催を2年連続で中止し、代替の企画として、11月6日にサプライズ花火の打ち上げを行なった。
- 2022年「元気」
打ち上げ総数約20,000発
新型コロナウイルス第7波中の開催で従来と違い、無料席を廃止し会場内を全て有料席・抽選席にして開催

- 2023年「未来」

　　　社会情勢に合わせて、会場内を全て有料席・抽選席にして開催
- 2024年「繋ぐ」
打ち上げ総数約20.000発
5年ぶりに通常通りの開催となり無料席が復活
この年から新たに宇都宮芳賀ライトレール線（ライトライン）による来場が可能になる

## アクセス
- 鉄道利用
  - 宇都宮ライトレール宇都宮芳賀ライトレール線（ライトライン、芳賀・宇都宮LRT）の飛山城跡停留場を最寄りとしている。メイン会場の柳田緑地からは約2km（徒歩30分）離れており、鬼怒川河川敷を歩行者専用通路とし誘導を行う。宇都宮芳賀ライトレール線は宇都宮駅東口停留場との間を結ぶ。
    - 花火大会開催時はLRTは臨時ダイヤで運行されるが、特に帰宅時間は大変混雑し、乗車まで長い時間を要することがある。JR宇都宮駅を出発する最終電車の出発時刻（22時台後半）に到着が間に合わない可能性があるため、注意を呼び掛けている。
    - 20時から23時30分まで、飛山城跡停留場と宇都宮駅東口を結ぶ臨時シャトルバスも頻回運行されるが、こちらも時間通り宇都宮駅東口に到着する保証はない。
- 乗用車利用
  - 最寄りのICとして北関東自動車道上三川IC、北関東自動車道真岡IC、東北自動車道宇都宮ICなどがある。
  - 交通規制が実施され、栃木県道64号線や国道408号線など周辺道路がかなり渋滞するため、早めの来場を呼びかけている。
  - 会場周辺の渋滞緩和の為、清原工業団地などにシャトルバス運行のある駐車場を設けている。駐車場は企業等の協力で開設のため、場所や駐車台数は年により異なる。

## その他
2007年からは一般的な花火大会とは違い、企業や商工会、行政が中心となり資金を集める形態ではなく、ボランティアの実行委員会が企業・個人からの協賛金、有料席の販売金、募金活動を通じて資金を集め開催している。

## テレビ放送・関連番組
- とちぎテレビ 毎年大会の模様を生中継（毎年8月第2土曜日 18:45 - 20:35)
- 宇都宮ケーブルテレビ
- BS日テレ キズナのチカラ「夜空に輝く若者たちと花火師の夢」（2008年8月29日放送）
- TBSテレビ　2009年8月19日 総力報道!THE NEWS
- TBSテレビ　2011年8月13日 王様のブランチ
- NHK　2015年8月20日、2016年7月29日 ひるまえほっと
- NHK　2016年9月2日 打ち上がれ 俺たちの本気 ～うつのみや花火 ボランティアの夏～
- フジテレビ　2017年8月16日　直撃LIVE グッディ!　花火師の緊迫の舞台裏に密着

## ラジオ放送
宇都宮コミュニティメディアにて、毎週生放送している。番組名は、毎年変更される。2021年4月4日の放送から、放送時間が1時間に拡大された。
宇都宮コミュニティメディア『ミヤラジ』
2017年3月8日 - 2017年9月27日（毎週水曜日21:30~22:00）
「みんなで作ろう！百年花火」
宇都宮コミュニティメディア『ミヤラジ』
2018年1月3日 - 2018年12月30日（毎週日曜日18:30~19:00）
「百年花火2018」
宇都宮コミュニティメディア『ミヤラジ』
2019年1月6日 - 2019年12月29日（毎週日曜日18:30~18:55）
「百年花火2019「絆」」
宇都宮コミュニティメディア『ミヤラジ』
2020年1月5日 - 2020年12月27日（毎週日曜日18:30~18:55）
「百年花火2020「渾身」」
宇都宮コミュニティメディア『ミヤラジ』
2021年1月3日 - 2021年3月28日（毎週日曜日18:30~18:55）
「想いをつなごう！百年花火」
宇都宮コミュニティメディア『ミヤラジ』
2021年4月4日 -（毎週日曜日18:00~18:55）
「想いをつなごう!!百年花火」
宇都宮コミュニティメディア『ミヤラジ』
2022年1月2日 -（毎週日曜日18:00~18:55）
「あなたに元気を！百年花火」
宇都宮コミュニティメディア『ミヤラジ』
2023年1月8日 -（毎週日曜日18:00~18:55）
「輝く未来へ！百年花火」